# باراتون
باراتون هي بلدةٌ صغيرةٌ تقع في المحافظة الغربية في كينيا، على بُعد 50 كيلومترًا من مدينة إلدوريت. تضم جامعة شرق إفريقيا، وتقع في مقاطعة ناندي. شهدت باراتون نموًا سريعًا في مجال سكن الطلاب خلال السنوات القليلة الماضية، بدءًا من عام 2020. كما تضم سوقًا صغيرًا يضم العديد من المتاجر والصيدليات والفنادق.